# Philippe Meunier (évêque)
Pour les articles homonymes, voir Philippe Meunier (homonymie) et Meunier.
Philippe Meunier, né le 10 janvier 1844 à Calvi, décédé le 11 janvier 1913 à Évreux, est un évêque catholique français qui fut évêque d'Évreux de 1898 à 1913.

## Biographie

### Évêque
Nommé évêque d'Évreux le 22 mars 1898 par le pape Léon XIII, confirmé à ce poste par le gouvernement français le 24 mars 1898 comme le voulait le régime concordataire, il est consacré évêque le 29 juin 1898 par Louis-François Sueur, archevêque d'Avignon.
Évêque missionnaire, il aimait beaucoup parcourir son diocèse. Il dut affronter les épreuves des lois de 1901 et 1904 visant les congrégations religieuses. Puis ce fut la loi de séparation de 1905. Il protesta contre l'esprit anticlérical. Il vit ses séminaristes expulsés, et lui-même fut chassé de son évêché. Il dut alors réorganiser le diocèse en fonction de cela, ouvrant un grand séminaire à Bernay, installant le petit séminaire au collège Saint-François-de-Sales où lui-même s'installa avant de redescendre habiter une modeste maison en face de la cathédrale. C'est là qu'il mourut le 11 janvier 1913 après une maladie qui dura trois semaines. Il a aussi écrit des poésies souvent mises en musique et chantées dans le département de l'Eure.

## Armes
D'azur à la Vierge-Mère d'argent, nimbée d'or, senestrée en chef d'une étoile rayonnante d'argent.